# Musti
Musti is een Belgisch kinderprogramma dat ook in Nederland populair is. De originele tekenaar is Ray Goossens. Volgens de officiële Musti-website heeft hij het katje in 1969 ontworpen. Volgens sommigen deed hij dat al in 1945, maar daar zijn geen bronnen voor opgegeven. Rachel Frederix, die een tijdlang de stem insprak en mee schreef aan de reeks, beweerde dat het figuurtje uit 1953 dateert. Vanaf 1969 werd er voor het eerst een televisieprogramma van gemaakt. De eerste 25 verhalen werden geschreven door Raoul Cauvin. In enkele minuten wordt er een kort verhaaltje verteld met onderwerpen als de dierentuin, het circus, snurken, de brandweer, de tandarts, een computer, jarig zijn en leren goochelen. Samen met zijn vriendjes Meneer Konijn, Mevrouw Schildpad, Egeltje en Meneer Hond beleeft Musti deze avonturen.
Van Musti zijn in totaal 208 afleveringen gemaakt, die ook in Japan en Canada zijn uitgezonden. In 2D verschenen er 156 afleveringen. Sinds 2007 zijn er nieuwe afleveringen gemaakt, met een 3D-versie van Musti, samen goed voor 52 afleveringen. In het najaar van 2007 kwamen deze nieuwe afleveringen op Ketnet.
Musti boekte internationale successen. De serie liep in Canada, Noorwegen, Portugal, Slovenië, Tsjechië en Israël en, via het kinderkanaal van Al-Jazeera, in de Arabische wereld . In totaal liep de televisieserie internationaal op 34 tv- en satellietzenders.

## In Vlaanderen
In België is Musti sinds 1969 op televisie te zien. De Vlaamse serie van Musti werd verteld door Tante Terry en daarna door Rachel Frederix, die ook meer dan 50 voorleesboekjes over Musti schreef die werden uitgegeven door Standaard Uitgeverij.
Kristel Van Craen geeft sinds 2007 Musti een nieuwe stem. Zij volgde na 17 jaar Rachel Frederix op. Van Craen heeft ervaring met musicals en trad onder meer op met The Scorpions.
In België wordt de serie uitgezonden door Ketnet Junior.

## In Nederland
In Nederland was Musti pas in 1980 op televisie te zien. De Nederlandse versie van Musti werd verteld door Arnold Gelderman en Marijke Merckens. Aart Staartjes verzorgde de Nederlandse stemmenregie. De serie werd in het begin uitgezonden door de NOS (1980), veelal in de vakantietijd als Sesamstraat niet werd uitgezonden, en later door de KRO, waar de serie nog vele malen is herhaald.

## Nijntje
Dick Bruna, de tekenaar van het fictieve konijntje nijntje, vond dat Musti verdacht veel leek op zijn creatie. Goossens heeft dit echter steeds ontkend. Volgens hem was Musti er al langer (1945) dan nijntje (1955) en kan er van plagiaat geen sprake zijn.

## Mustiin 3D
De 52 nieuwe Musti-afleveringen bestaan niet meer uit tekeningen, maar zijn volledig driedimensionaal gemaakt door middel van de computer. Eens een vernieuwing in het oeroude programma vonden de producenten geen probleem. De nieuwe reeks spreekt kleuters en peuters erg aan om haar vormen en kleuren. De nieuwe afleveringen in 3D werden geschreven door Ilse Uyttendaele. Een deel van de reeks bestaat uit herwerkte verhalen van Ray Goossens en Raoul Cauvin. Vrijwel alle afleveringen zijn verschenen op dvd.
De afleveringen worden in Nederland uitgezonden op RTL 8.
| Nummer | Titel                        | Dvd                 |
| ------ | ---------------------------- | ------------------- |
| 1.     | Doornen en stekels           | 1. Zomerpret        |
| 2.     | Maskerade (Carnaval)         | 1. Zomerpret        |
| 3.     | De plank                     | 1. Zomerpret        |
| 4.     | Naar de maan                 | 1. Zomerpret        |
| 5.     | Uit het ei                   | 1. Zomerpret        |
| 6.     | Drukte in het bos            | 1. Zomerpret        |
| 7.     | Het bange eendje             | 1. Zomerpret        |
| 8.     | De regenmaker                | 1. Zomerpret        |
| 9.     | Groot en klein               | 1. Zomerpret        |
| 10.    | Zeepsop                      | 1. Zomerpret        |
| 11.    | Een winters avontuur         | 2. Winterpret       |
| 12.    | Zon en schaduw               | 2. Winterpret       |
| 13.    | Wie houdt van de regen?      | 2. Winterpret       |
| 14.    | Ziekenbezoek                 | 2. Winterpret       |
| 15.    | Winterpret                   | 2. Winterpret       |
| 16.    | Kerstfeest                   | 2. Winterpret       |
| 17.    | Nog even winter              | 2. Winterpret       |
| 18.    | De neefjes van Meneer Konijn | 2. Winterpret       |
| 19.    | De haan wil niet kraaien     | 2. Winterpret       |
| 20.    | Nieuw leven                  | 2. Winterpret       |
| 21.    | Er is er een jarig....!      | 3. Feest!           |
| 22.    | De donder rolt....           | 3. Feest!           |
| 23.    | Het koppige vogeltje         | 3. Feest!           |
| 24.    | IJskonijn                    | 3. Feest!           |
| 25.    | Nieuwe buren                 | 3. Feest!           |
| 26.    | De stelende ekster           | 3. Feest!           |
| 27.    | Gulzig                       | 3. Feest!           |
| 28.    | Iedereen een ijsje           | 3. Feest!           |
| 29.    | Heer in het verkeer          | 3. Feest!           |
| 30.    | Pannenkoekenfeest            | 3. Feest!           |
| 31.    | Red de schildpad             | 4. Nieuwe vriendjes |
| 32.    | Meneer Hond heeft honger     | 4. Nieuwe vriendjes |
| 33.    | Musti's moestuin             | 4. Nieuwe vriendjes |
| 34.    | De kikkerprins               | 4. Nieuwe vriendjes |
| 35.    | Boontje voor Belle           | 4. Nieuwe vriendjes |
| 36.    | Bongo de aap                 | 4. Nieuwe vriendjes |
| 37.    | Circus spelen                | 4. Nieuwe vriendjes |
| 38.    | Dolly de dolfijn             | 4. Nieuwe vriendjes |
| 39.    | De schildpad gaat slapen     | 4. Nieuwe vriendjes |
| 40.    | Terug naar school            | 4. Nieuwe vriendjes |
| 41.    | De verdronken schat          | 5. Op avontuur      |
| 42.    | Autorace                     | 5. Op avontuur      |
| 43.    | Twee konijnen                | 5. Op avontuur      |
| 44.    | De grote schoonmaak          | 5. Op avontuur      |
| 45.    | In het vliegtuig             | 5. Op avontuur      |
| 46.    | Coco de papegaai             | 5. Op avontuur      |
| 47.    | De vlieger                   | 5. Op avontuur      |
| 48.    | De bananenboot               | 5. Op avontuur      |
| 49.    | Redders op zee               | 5. Op avontuur      |
| 50.    | In een klein stationnetje    | 5. Op avontuur      |
| 51.    | Bos opruimen                 | ...                 |
| 52.    | Boerderijbezoek met papa     | ...                 |